# Pennon (voile)
Pour les articles homonymes, voir Jean-Baptiste Penon.

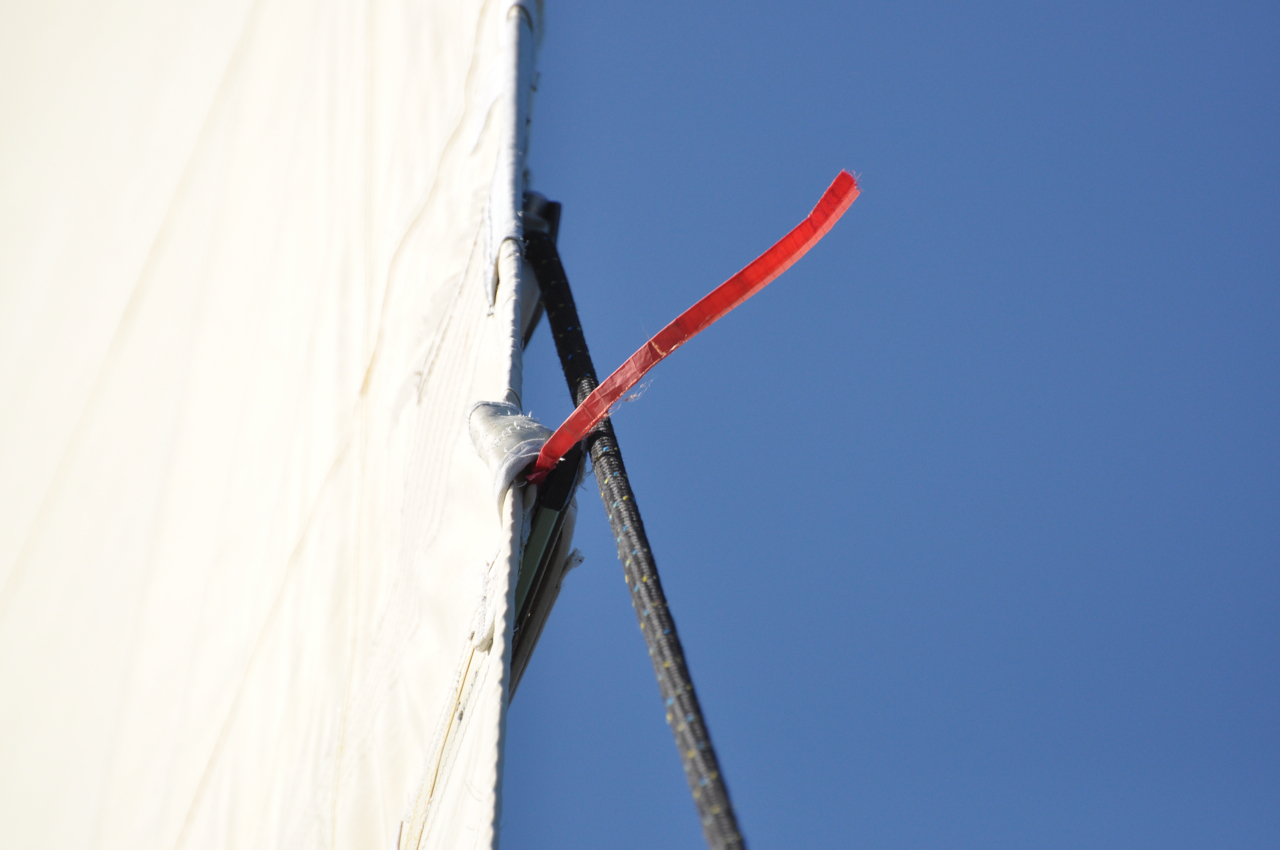
Un pennon au vent en tissu de spinnaker.

Sur un voilier, le pennon, ou penon, est un brin de laine ou un ruban de tissu léger de type spinnaker, fixé sur les voiles ou dans le gréement (souvent sur les haubans). Généralement montés par paires de préférence près du centre de poussée vélique, les pennons permettent de visualiser la direction du vent et l'écoulement des filets d'air sur la voile.
L'importance de l'écoulement laminaire de l'air sur l'extrados (la face de la voile située sous le vent) a été mis en évidence grâce aux travaux de Manfred Curry (en), qui fut le premier à tester des voiles de yachts dans des souffleries aéronautiques dans les années 1930.
Placés du bord d'attaque jusqu'à l'arrière d'une voile d'avant, sur son intrados et son extrados, les pennons permettent d'effectuer les réglages fins permettant d'optimiser le réglage des voiles. Si le pennon est aligné horizontalement en arrière de son point de fixation et collé à la voile, l'écoulement du vent sur la voile est laminaire.
Il en va de même pour la grand-voile, où les pennons sont disposés le long de la chute. Flottant dans le prolongement de celle-ci, et de haut en bas, le réglage est bon. Dans le cas contraire il est nécessaire de corriger tension et vrillage.